# Henryk Epstein
Henryk Epstein (ur. 1891 w Łodzi, zm. 1944 prawdop. w KL Auschwitz) – polski malarz i grafik pochodzenia żydowskiego; działał we Francji, należał do École de Paris.

## Życiorys
Jego ojciec był księgarzem; zmarł gdy Henryk miał trzy lata. 
Rozpoczął naukę rysunku i malarstwa w łódzkiej szkole z nauką w jidysz prowadzonej przez Jakuba Kacenbogena. W 1910 roku podjął studia w Akademii Sztuk Pięknych w Monachium, od roku 1912 studiował w Paryżu w Académie de la Grande Chaumière.
Podczas I wojny światowej zgłosił się do polskich oddziałów wojskowych. Po wojnie przebywał w środowisku paryskich malarzy awangardowych na Montparnasse, związanych z rotundą La Ruche, zaprzyjaźnił się z Amedeo Modiglianim, Chaimem Soutinem, Markiem Chagallem, Jules'em Pascinem i Maurice'em Utrillem. Od roku 1921 uczestniczył w paryskich wystawach malarstwa m.in. w Salonie Jesiennym (1921), Salonie Niezależnych (1921, 1922, 1923, 1925, 1928) i Salonie des Tuilleries (1927–1931). Pomiędzy 1929 a 1931 odwiedzał Bretanię, przebywając w Quiberon i Concarneau malował rybaków i ich otoczenie, porty, a także martwe natury przedstawiające owoce morza, ryby i ptaki. W połowie lat 30. XX wieku kupił gospodarstwo w okolicach Épernon, gdzie często wyjeżdżał. 
Po wybuchu II wojny światowej ukrył się tam, ale dostał zadenuncjowany i aresztowany 23 lutego 1944. Początkowo przebywał w obozie przejściowym w Drancy, żona i córka próbowały go stamtąd bezskutecznie wydostać. Transportem nr 69 w dniu 7 marca 1944 przewieziono go do obozu w Auschwitz, gdzie zginął. Dokładna data jego śmierci nie jest znana.

## Twórczość
Początkowa twórczość Henryka Epsteina nosiła ślady wpływu postimpresjonizmu i malarstwa Paula Gauguina. Kolejne okresy to fowizm, ekspresjonizm i kubizm.
Henryk Epstein malował martwe natury, akty, kompozycje figuralne i pejzaże. Wiele obrazów to kompozycje rodzajowe na których uwieczniał rybaków, chłopów oraz miejski półświatek. Zajmował się również ilustrowaniem książek m.in. Vagabondages Gustave Coquiota, Les Rois du maquis Pierre'a Bonardiego.

## Galeria

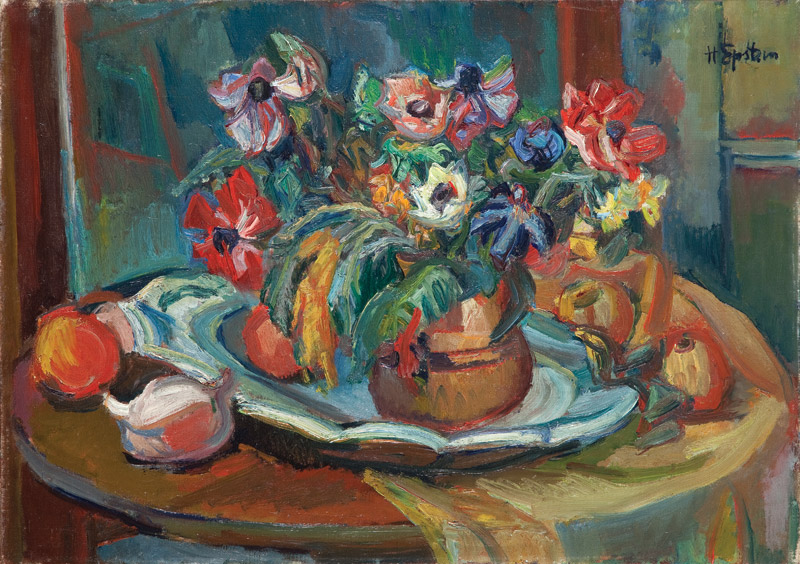
Martwa natura z kwiatami
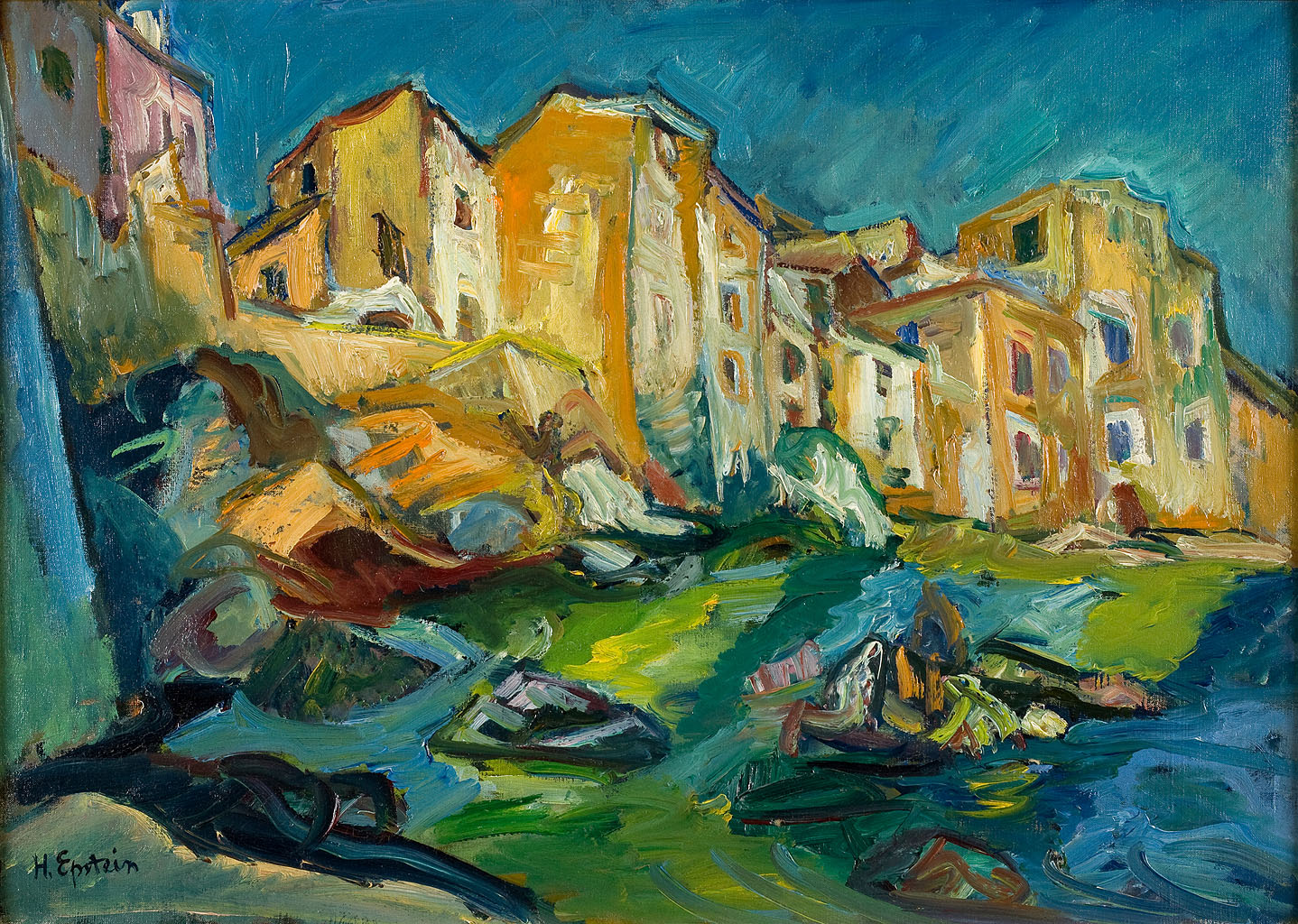
Pejzaż
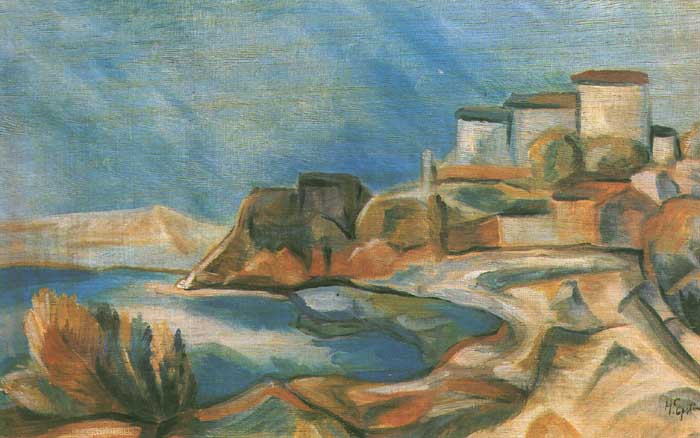
Pejzaż południowy
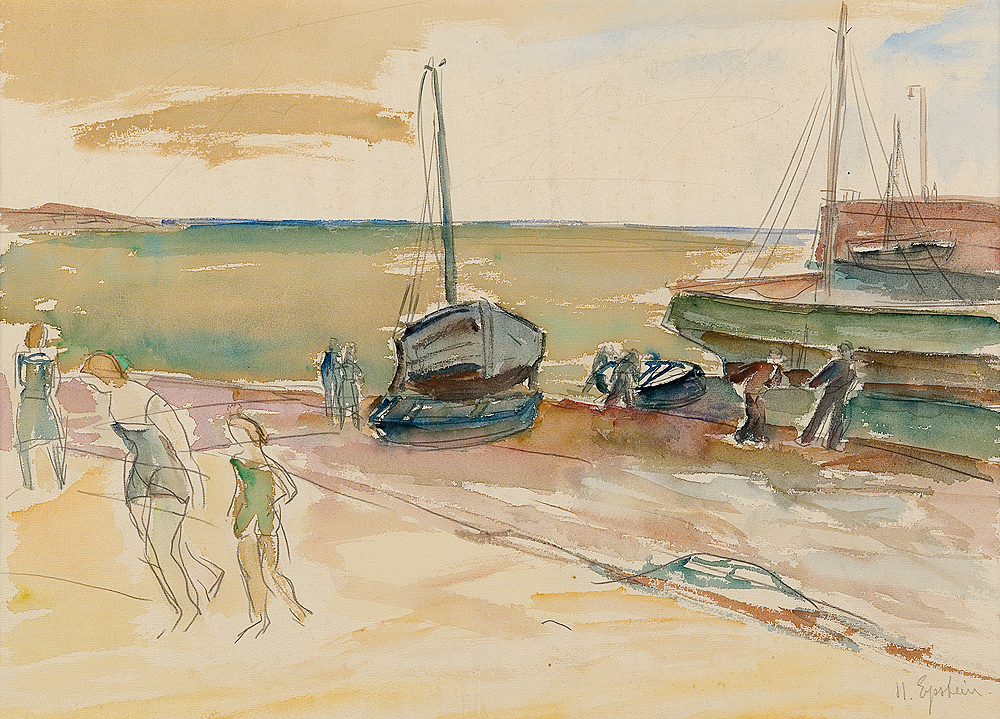
Kutry na plaży
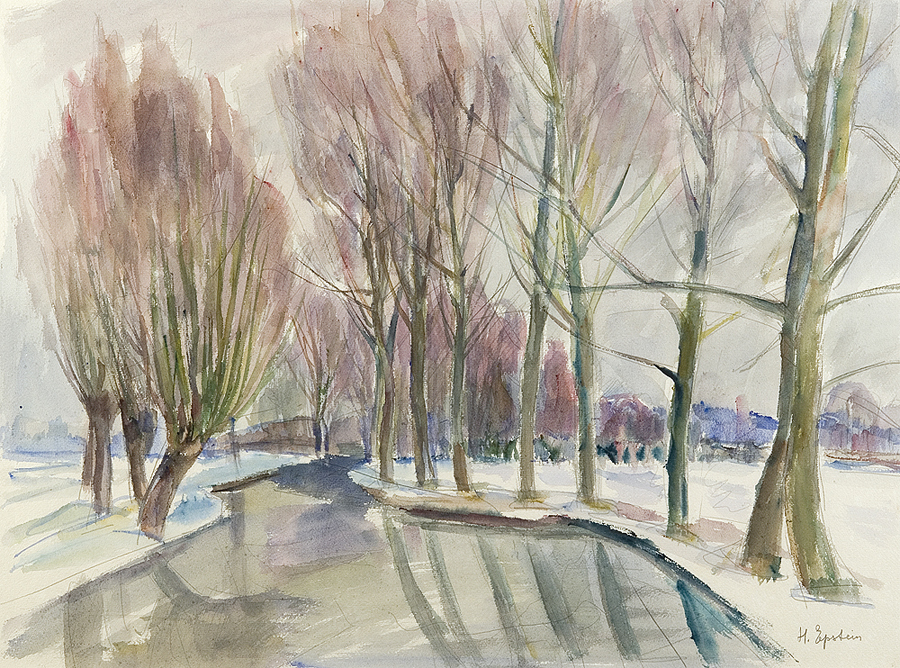
Pejzaż zimowy